# سكارليت جوهانسون على الشاشة والمسرح

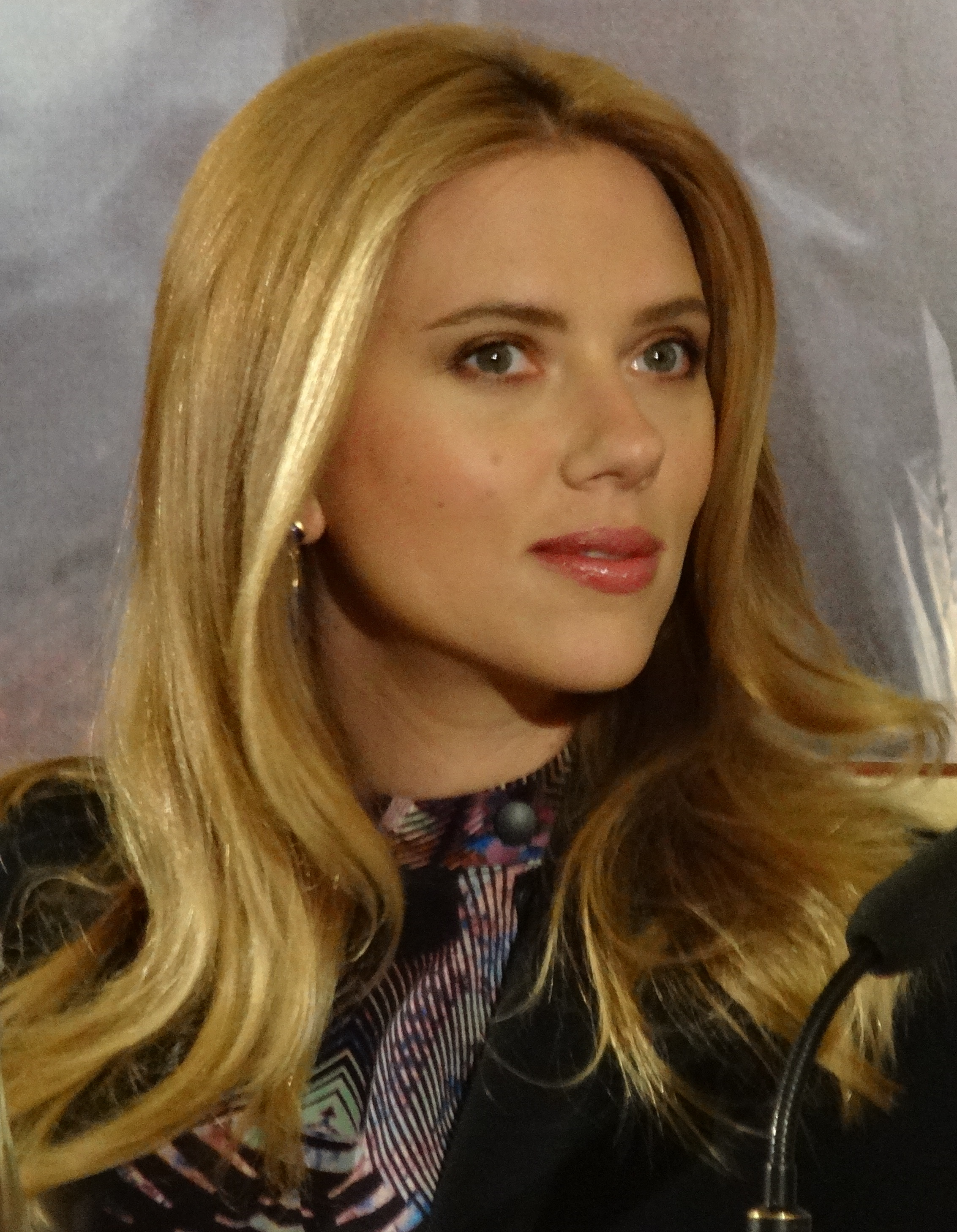
جوهانسون في حدث خاص بفيلم Captain America: The Winter Soldier في عام 2014

ظهرت الممثلة الأمريكية سكارليت جوهانسون لأول مرة في فيلم الدراما الكوميدي الشمال عام 1994. كان أول دور رئيسي لها هو دور الأخت البالغة من العمر 11 عامًا لمراهقة حامل في فيلم ”ماني ولو“ (1996)،  وترشحت لجائزة (بالإنجليزية: Independent Spirit)‏ لأفضل ممثلة رئيسية. مثلت سكارليت دور البطولة في دراما روبرت ريدفورد (بالإنجليزية: The Horse Whisperer)‏ (1998)، وظهرت في الكوميديا السوداء (بالإنجليزية: Ghost World)‏ (2001). بعد عامين، لعبت جوهانسون دور امرأة شابة في فيلم (بالإنجليزية: Lost in Translation)‏ من إخراج صوفيا كوبولا ، ولعبت أيضًا دور خادمة في منزل الرسام الهولندي يوهانس فيرمير في فيلم (بالإنجليزية: Girl with a Pearl Earring)‏ مع كولين فيرث، وتم ترشيحها في حفل توزيع جوائز جولدن جلوب الحادي والستين لكلا الفيلمين، وحصلت على جائزة البافتا لأفضل ممثلة في دور رئيسي عن الفيلم الأول.
بعد عامين، لعبت جوهانسون دور البطولة في فيلم الإثارة النفسية (بالإنجليزية: Match Point)‏ للمخرج وودي آلن، والذي ساعد في ترشيحها لجائزة جولدن جلوب لأفضل ممثلة مساعدة - فيلم سينمائي . في عام 2006، ظهرت في فيلم الإثارة النفسية (بالإنجليزية: The Prestige)‏ للمخرج كريستوفر نولان، ولعبت دور طالبة صحافة في فيلم (بالإنجليزية: Scoop)‏ للمخرج ألين. في نفس العام، ظهرت جوهانسون لأول مرة كمضيفة لبرنامج المنوعات التلفزيوني (بالإنجليزية: Saturday Night Live)‏، وكررت استضافته لخمس مرات أخرى حتى عام 2019. بعد عامين، لعبت جوهانسون دور البطولة في الفيلم الكوميدي الدرامي الرومانسي للمخرج ألين فيكي كريستينا برشلونة مع خافيير بارديم وبينيلوبي كروز، كما جسدت دور ماري شقيقة الملكة الإنجليزية آن بولين في الدراما التاريخية (فتاة بولين الأخرى) (2008) مع ناتالي بورتمان وإريك بانا . حصلت على جائزة توني لأفضل ممثلة مميزة في مسرحية لأدائها في مسرح برودواي في عام 2010 لمسرحية آرثر ميلر " منظر من الجسر" .

## تلفزيون
| سنين)     | عنوان                   | الدور(الأدوار)         | ملحوظات                                                               | Ref.                               |
| --------- | ----------------------- | ---------------------- | --------------------------------------------------------------------- | ---------------------------------- |
| 1995      | The Client              | Jenna Halliwell        | الحلقة: "الطيار"                                                      | [ 7 ]                              |
| 2004      | الحاشية                 | نفسها                  | الحلقة: "نيويورك"؛ ظهور خاص                                           | [ 8 ]                              |
| 2005–2008 | روبوت الدجاج            | اصوات مختلفة           | 6 حلقات                                                               | [ 9 ]                              |
| 2006–2024 | ليلة السبت مباشر        | المضيف / شخصيات مختلفة | 13 حلقة (مضيف 6 حلقات)                                                | [ 10 ] [ 11 ] [ 12 ] [ 13 ] [ 14 ] |
| 2014      | HitRecord على التلفزيون | أوليفيا (صوت)          | الحلقة: "رد: الألعاب" </br> فيلم رسوم متحركة قصير "لعبة لاعبين اثنين" | [ 15 ] [ 16 ]                      |
| 2021      | استوديوهات مارفل: مجمعة | نفسها                  | الحلقة: "صناعة الأرملة السوداء "                                      | [ 17 ]                             |

## مسرح
| سنة  | عنوان                 | دور     | مكان                | ملحوظات            | Ref(s)        |
| ---- | --------------------- | ------- | ------------------- | ------------------ | ------------- |
| 2010 | إطلالة من الجسر       | كاثرين  | مسرح كورت           | 24 يناير – 4 أبريل | [ 18 ] [ 19 ] |
| 2013 | قطة على سطح صفيح ساخن | مارغريت | مسرح ريتشارد رودجرز | 17 يناير – 30 مارس | [ 20 ] [ 21 ] |

## ألعاب الفيديو
| سنة  | عنوان                      | الدور(الأدوار)      | ملحوظات                               | Ref(s) |
| ---- | -------------------------- | ------------------- | ------------------------------------- | ------ |
| 2004 | فيلم سبونج بوب سكوير بانتس | الأميرة ميندي (صوت) | إصدارات وحدة التحكم والكمبيوتر الشخصي | [ 22 ] |

## فيديوهات موسيقية
| سنة  | عنوان                         | الفنان(ون)                  | Ref(s)        |
| ---- | ----------------------------- | --------------------------- | ------------- |
| 2003 | "فتاة مع لؤلؤة"               | ترومان                      | [ 23 ]        |
| 2006 | "عندما تفشل الصفقة"           | Bob Dylan                   | [ 24 ]        |
| 2007 | " ما يدور حولها ويأتي حولها " | Justin Timberlake           | [ 25 ]        |
| 2008 | " نعم نستطيع "                | ويل.اي.ام                   | [ 26 ]        |
| 2009 | "المخبر"                      | Pete Yorn وسكارليت جوهانسون | [ 27 ]        |
| 2018 | "أحلام سيئة"                  | Pete Yorn وسكارليت جوهانسون | [ 28 ] [ 29 ] |

## روابط خارجية
- [http://www.imdb.com/name/nm424060/ Scarlett Johansson

] في قاعدة بيانات الأفلام على الإنترنت
- [http://www.allmovie.com/artist/p200222 Scarlett Johansson

```
] على موقع 
أول موفي
```

قالب:Scarlett Johansson